# Thomas Abbt
Thomas Abbt (Ulm, 25 de noviembre de 1738 - Bückeburg, 3 de noviembre de 1766) fue un famoso escritor, filósofo, matemático, teólogo y profesor alemán.

## Biografía
Nacido en Ulm, Abbt visitó una escuela secundaria en Ulm, luego se trasladó en 1756 para estudiar teología, filosofía y matemáticas en la Universidad de Halle, recibiendo un título de Magíster en 1758.
A los 22 años de edad, comenzó a trabajar como profesor de filosofía en Fráncfort del Óder, donde escribió su obra más conocida Vaterland Vom Tode für de (1761); y posteriormente de matemáticas en Rinteln, en Westfalia.
Aunque fue un firme defensor del perspectivismo histórico, se inspiró principalmente en Gotthold Ephraim Lessing y el pensamiento racionalista. Defendió la idea del Patriotismo constitucional, necesaria en el siglo XIX para la formación de la Confederación Germánica.
En 1764, en una carta a Moses Mendelssohn, reflexiona sobre el papel de los pensadores en relación con la población en general, criticando a esta su poco bagaje intelectual. Mientras que en Rinteln, Abbt escribió su otra famosa obra, Vom Verdienste (1765).
Viajó durante nueve meses a Francia, donde compartió con Voltaire de Ferney. También escaló los Alpes de Saboya. Por este viaje y la desaprobación de la vida en la universidad, tuvo la necesidad de negociar, la Teoría de la vida.
Es conocido como uno de los filósofos populares, (junto a Christian Garve) por haber tratado temas que los filósofos académicos despreciaban o no se dignaban a tener en cuenta.
Al hacer frente a la idea de convertirse en un historiador, se le ofreció en 1765, al mismo tiempo una cátedra en la Universidad de Marburg y un puesto como Consejero de la Corte del Conde Wilhelm von Schaumburg-Lippe. Se decidió por este último. El Conde se mostró muy interesados en los proyectos de Thomas Abbt, que incluía una versión historiográfica de Maximiliano y una traducción  de Salustio, entre otros.
Sin embargo, en 1766, Abbt de veintisiete años de edad murió repentinamente de una enfermedad intestinal en Bückeburg. De él Herder escribió que "¡murió por Alemania y por su lenguaje demasiado pronto!"

## Su obra
Fue el autor de ensayos que contribuyeron significativamente al resurgimiento de la literatura alemana, con su pre-romanticismo.
Contribuyó al renacimiento de la literatura alemana y escribió varias obras, entre las que destacan el tratado Del mérito, que fue traducido al idioma francés por Mr. Dubois, y la obra De la muerte por la patria, publicada en 1761, que elevó el valor de sus conciudadanos durante la Guerra de los Siete Años.
Además, efectuó algunas traducciones al alemán como La Conjura de Catilina de Salustio, y al francés, como el libro Investigación sobre los sentimientos morales de Moses Mendelssohn.
Sus ensayos más importantes fueron:
- Untersuchung, ob Gott selbst Moses begraben habe (1757)
- Vom Tode fürs das Vaterland (1761)
- Vom Verdienste (1765)
- Gedanken von der Einrichtung der ersten Studien eines jungen Herrn von Stand (1765)
- Correspondenzen mit Mendelssohn und Nicolai
- Fragmente der portugiesischen Geschichte
- Über die Freundschaften der Frauenzimmer
- Vom Einflusse des Schönen auf die strengeren Wissenschaften
- Von der Gewißheit in sinnlichen, theoretischen und moralischen Wahrheiten

También colaboró con Gotthold Ephraim Lessing en la redacción de Literaturbriefe.